# Mario Nunes Vais

Mario Nunes Vais, självporträtt, omkring 1910

Mario Nunes Vais, född 16 juni 1856 i Florens, Toscana, död 27 januari 1932 på samma ort, var en italiensk amatörfotograf som har blivit känd genom sina porträtt av kända och okända personer. Omkring 20 000 negativ efterlämnade av Vais donerades av hans dotter Laura Weil till Istituto centrale per il catalogo e la documentazione (ICCD) i två omgångar 1971 och 1980. Museo Nazionale Alinari della Fotografia har drygt 2300 negativ av Vais och dessutom finns det ett okänt antal foton och negativ i diverse samlingar såväl hos institutioner som privatpersoner. Totalt känner man till omkring 70 000 foton tagna av Vais, av vilka nästan alla tros vara bevarade som kopior och negativ i olika samlingar. Förutom fotografierna efterlämnade Vais ett stort arkiv med sin brevväxling och annan dokumentation. I arkivet ingår även ett antal målningar och teckningar som han fick som gåva av de konstnärer han fotograferade. Allt detta överlämnades av Laura Weil i omgångar åren 1988–2007 och förvaras nu i Archivio Contemporaneo "Alessandro Bonsanti" i Florens.

## Liv och verksamhet
Mario Nunes Vais föräldrar Moisè Vais och Lucilla Bonaventura flyttade före sonens födelse till Florens från Livorno där de tillhörde det högsta sociala skiktet i stadens judiska minoritet. Vais studerade som sin far före honom i Istituto Svizzero och efter avslutad utbildning fick han anställning som aktiemäklare i Florens, ett yrke som han kom att försörja sig på hela sitt yrkeverksamma liv. Han gifte sig 1881 med Sofia Uzielli. Familjen hade två bostäder, det ärvda lantgodset i Pian de Giullari och ett hus i staden, först på Via Pandolfini, därefter flyttade de 1895 till ett större hus på Piazza dell'Unità och 1924 till ett ännu större på Borgo degli Albizi.
Vais började intressera sig för fotografering på 1880-talet, ungefär samtidigt med att ny teknik med silverbromid fick sitt genombrott. Det innebar en enklare tillvaro för amatörfotografen. Utrustningen blev lättare och man behövde inte längre vara lika kunnig i kemi för att få bildframkallningen att lyckas. Vais var inte alls intresserad av själva framkallningen och producerandet av kopior, sysslor som han överlät till de fotofirmor vilkas ägare han kände och lånade studio av för porträttfotografering. Bland Vais mer kända kontakter i fotobranschen kan nämnas Carlo Brogi och Vittorio Alinari.
Vais blev 1895 medlem av Società fotografica italiana, en 1889 grundad organisation som tillkom för att samordna utställningsverksamheten för landets lokala fotoklubbar, dåtidens viktigaste mötesplatser för professionella fotografer och ambitiösa amatörer som Vais. Han invaldes 1903 i den jury som skulle utse pristagarna i de 3:e och 4:e nationella utställningarna som organisationen ordnade och 1904 blev han styrelseledamot. Under dessa år utvecklades ett nära samarbete mellan honom och de florentinska bröderna Alinari, vilkas fotofirma enligt egen utsago är världens äldsta ännu verksamma och var den första att kontrakteras av Vatikanmuseerna för fotografering av samlingarna där.
Inledningsvis fotograferade Vais mängder av olika motiv, landskap, gatuvyer i Florens, såsom folkfester, sportevenemang, exercerande militär, cirkusföreställningar, politiska sammankomster och mycket annat. Med tiden kom hans fotografering att bli mest porträtt av såväl kända som okända personer. Såvitt man vet sålde han aldrig ett enda fotografi, däremot gav han bort tusentals till de personer han fotograferade. Han vann också priser i ett antal fototävlingar även om hans intresse för att delta i sådana var begränsat.
Listan på kända personer som förevigats av Vais kan göras mycket lång. Bland de mest kända kan nämnas: Benedetto Croce, Enrico Caruso, Salvatore di Giacomo, Sibilla Aleramo, Annie Vivanti, Edmondo de Amicis, Ugo Ojetti, Marino Moretti, Luigi Pirandello, Thomas Mann, Beniamino Gigli, Eduardo Scarpetta, Lyda Borelli, Pina Menichelli, Eleonora Duse, Guglielmo Marconi, Arrigo Boito, Ruggero Leoncavallo, Sergej Rachmaninov,  Pietro Mascagni, Gabriele D’Annunzio, Giacomo Puccini och Giovanni Giolitti.

## Fotografier av Vais

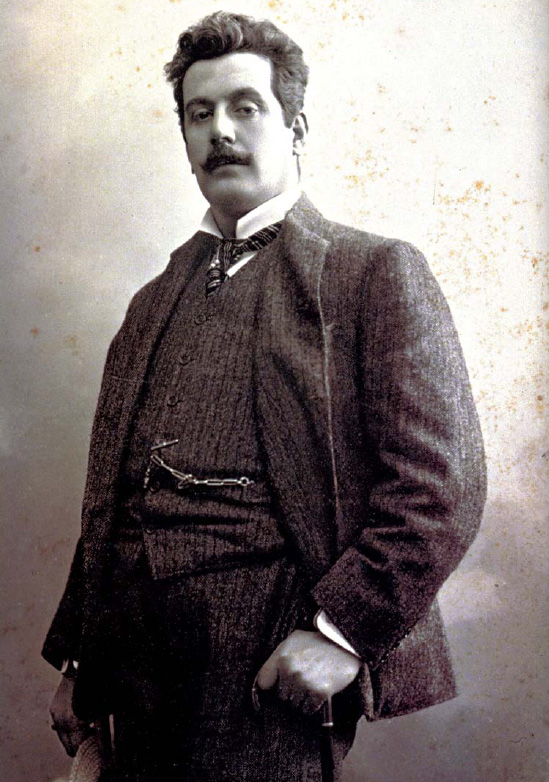
Giacomo Puccini
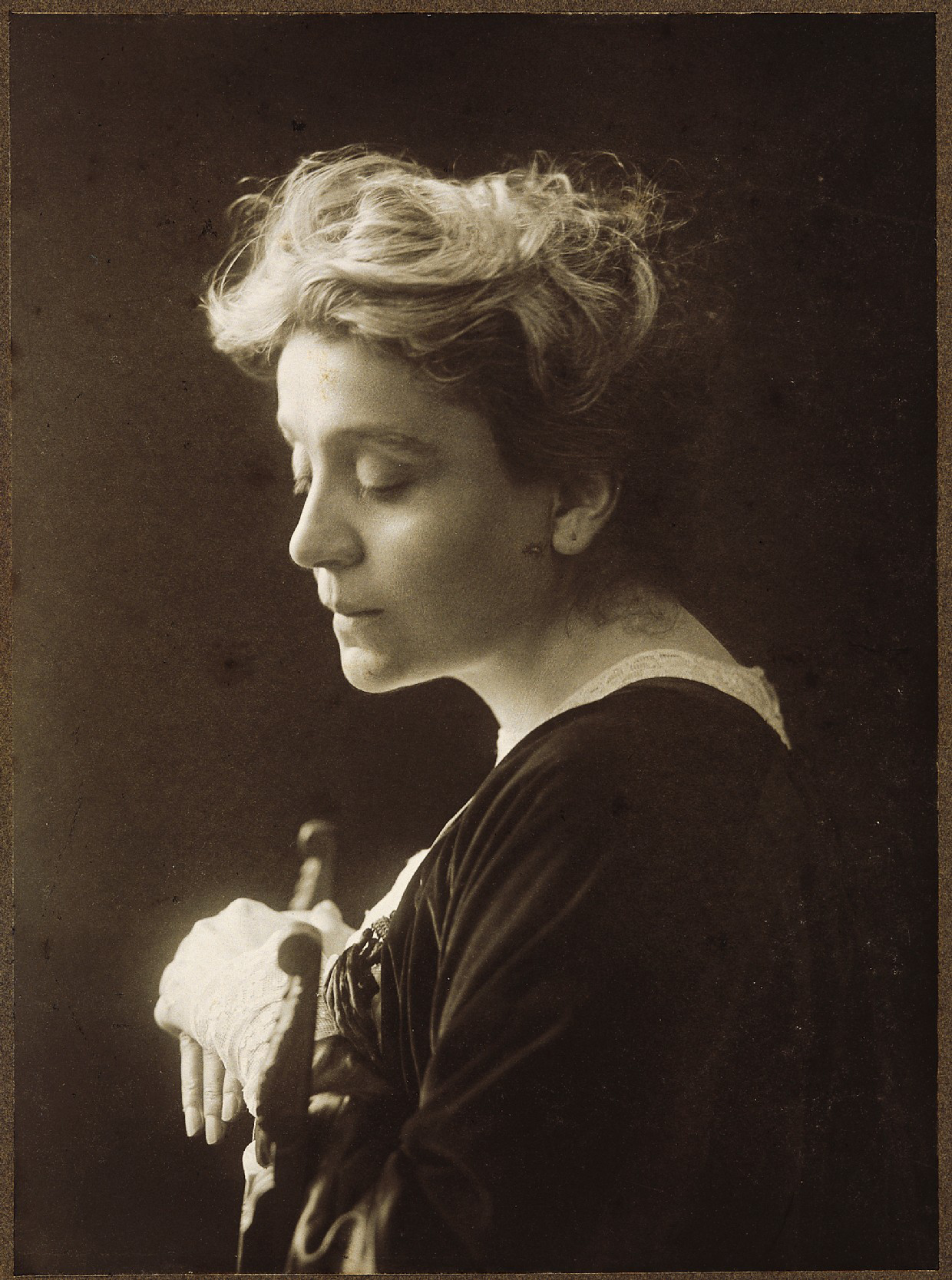
Eleonora Duse
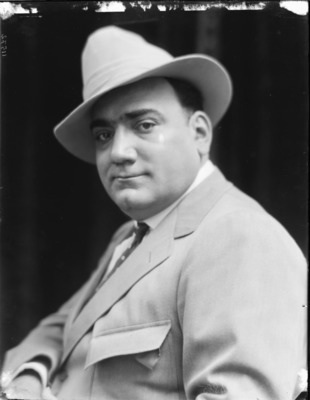
Enrico Caruso
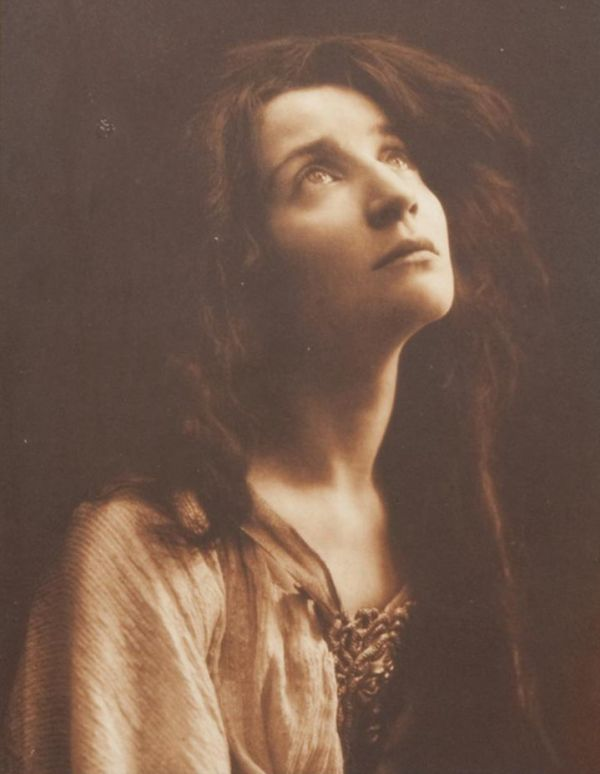
Emma Gramatica
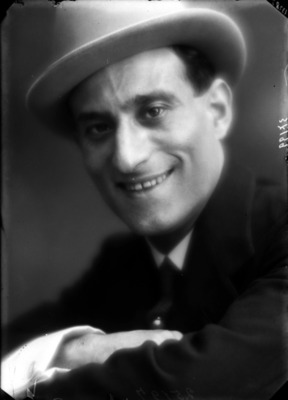
Luigi Almirante
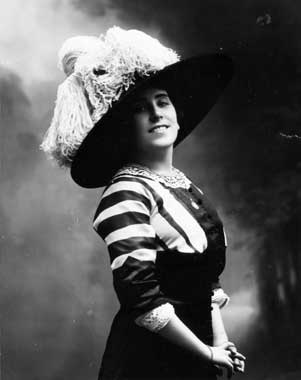
Lucrezia Bori
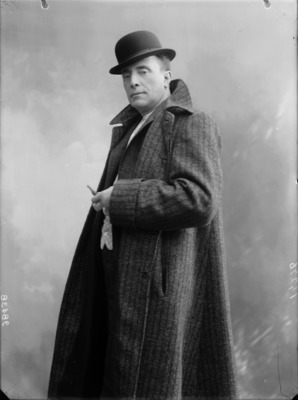
Edoardo Ferravilla
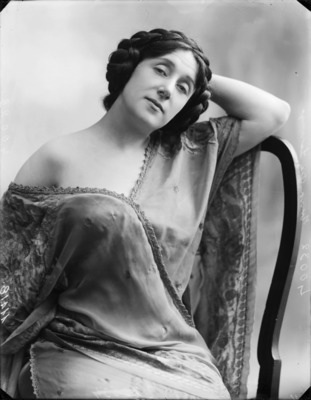
Tina Di Lorenzo
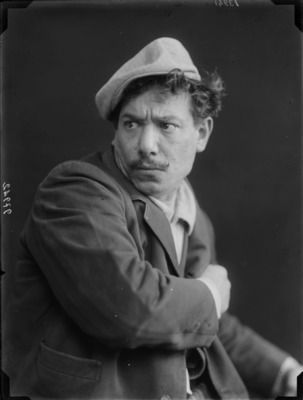
Giovanni Grasso